# LUX 028
LUX 028 fue un evento de artes marciales mixtas producido por LUX Fight League, que se llevó a cabo el 18 de noviembre de 2022 en el Showcenter Complex de Monterrey, Nuevo León, México.

## Antecedentes
El evento estelar contó con una pelea por el Campeonato de Peso Mosca Femenino de LUX entre la campeona Victoria Alba y Eli Rodríguez.
El evento coestelar fue una pelea por el Campeonato Interino de Peso Paja Femenino de LUX entre Andrea Vázquez y Yajáira Romo.
Además, en este evento hizo su regreso el ex campeón pluma Diego Lopes, quien enfrentó y derrotó a Angel «El Pasha» Rodríguez.

## Resultados
1. ↑  Por el Campeonato de Peso Mosca Femenino de LUX
2. ↑  Por el Campeonato Interino de Peso Paja Femenino de LUX